# Artabanus I
Artabanus I lub Artabanos I (według dawniejszej numeracji Artabanus II) – władca Partów panujący w latach ok. 127–124/123 p.n.e.
Był synem Priapatiusa i bratem Mitrydatesa I. Wstąpił na tron po śmierci swojego bratanka Fraatesa II w bitwie z Sakami, którym Artabanus był zmuszony płacić trybut. Sądząc po datach panowania jego ojca Priapatiusa w chwili obejmowania tronu musiał być już raczej w podeszłym wieku. Podobnie jak jego poprzednik Artabanus I musiał walczyć z koczowniczymi Sakami i Tocharami – ci ostatni prawdopodobnie byli tożsami z Yuezhi z chińskich źródeł. Ta koncentracja sił na wschodzie pozwoliła Hyspaosynesowi, władcy państwa Characene w południowej Mezopotamii, na uniezależnienie się, a nawet zdobycie kosztem Partów Babilonu. Panowanie Artabanusa I było zatem trudnym okresem dla monarchii Arsacydów, skończyło się zaś jego śmiercią w walce z Tocharami w 124 lub 123 p.n.e.